# Szabarowo
Szabarowo (ros. Шабарово) – wieś w Rosji, w rejonie ust-kubińskim obwodu wołogodzkiego. W 2010 r. liczyła 2 mieszkańców.